# Come Over
„Come Over” – singel Estelle wykonany wspólnie z Seanem Paulem oraz wydany w 2008 roku.

## Lista utworów
- Płyta gramofonowa (2008)[1]

A „Come Over” - Remix
B „Come Over” - Remix Version

## Notowania na listach przebojów
| Kraj              | Lista (2008)                       | Najwyższa pozycja |
| ----------------- | ---------------------------------- | ----------------- |
| Austria           | Singles Top 75                     | 55                |
| Stany Zjednoczone | US Billboard Hot R&B/Hip-Hop Songs | 56                |
| Niemcy            | Top 100 Singles                    | 62                |